# Robert Fraisse (direttore della fotografia)
Robert Fraisse (Parigi, 1940) è un direttore della fotografia francese.

## Riconoscimenti
- Premio Oscar
  - 1993 - Candidatura alla miglior fotografia per L'amante

- Premio César
  - 1993 - Candidatura alla miglior fotografia per L'amante

- Camerimage
  - 2000 - Rana d'argento Vatel
- British Society of Cinematographers
  - 2001 - Nomination alla miglior fotografia per Il nemico alle porte

## Filmografia parziale

### Cinema
- Un uomo libero (Un homme libre), regia di Roberto Muller (1973)
- Histoire d'O, regia di Just Jaeckin (1975)
- Emmanuelle l'antivergine (Emmanuelle ou l'antivierge), regia di Francis Giacobetti (1975)
- Collections privées, episodio L'île aux sirènes, regia di Just Jaeckin (1979)
- L'amante di Lady Chatterley (Lady Chatterley's Lover), regia di Just Jaeckin (1981)
- L'amante (L'amant), regia di Jean-Jacques Annaud (1992)
- Keys to Tulsa, regia di Leslie Greif (1997)
- Sette anni in Tibet (Seven Years in Tibet), regia di Jean-Jacques Annaud (1997)
- Ronin, regia di John Frankenheimer (1998)
- Pranzo di Natale (La bûche), regia di Danièle Thompson (1999)
- Vatel, regia di Roland Joffé (2000)
- Il nemico alle porte (Enemy at the Gates), regia di Jean-Jacques Annaud (2001)
- Luther - Genio, ribelle, liberatore (Luther), regia di Eric Till (2003)
- Le pagine della nostra vita (The Notebook), regia di Nick Cassavetes (2004)
- Hotel Rwanda, regia di Terry George (2004)
- Alpha Dog, regia di Nick Cassavetes (2006)
- Il colore della libertà - Goodbye Bafana (Goodbye Bafana), regia di Bille August (2007)
- Il rompiballe (L'Emmerdeur), regia di Francis Veber (2008)
- Chef (Comme un Chef), regia di Daniel Cohen (2012)
- Tutte contro lui - The Other Woman (The Other Woman), regia di Nick Cassavetes (2014)

### Televisione
- Cittadino X (Citizen X), regia di Chris Gerolmo – film TV (1995)